# Torneo de Bastad 2022
El Nordea Open 2022 fue un torneo de tenis perteneciente al ATP Tour 2022 y a la WTA 125K serie 2022 en la categoría ATP Tour 250 y WTA 125s. El torneo tuvo lugar en la ciudad de Bastad (Suecia), desde el 11 hasta el 17 de julio de 2022 para los hombres y del 4 hasta el 9 de julio de 2022 para las mujeres sobre tierra batida.

## Distribución de puntos
| Modalidad            | Campeón | Finalista | Semifinales | Cuartos de final | 2ª ronda | 1ª ronda | Clasificados | 2ª ronda de clasificación | 1ª ronda de clasificación |
| Individual masculino | 250     | 165       | 100         | 50               | 25       | 0        | 13           | 7                         | 0                         |
| Dobles masculino     | 250     | 150       | 90          | 45               | 20       | 0        | -            | -                         | -                         |

## Cabezas de serie

### Individuales masculino
| Tenista              | Ranking | Preclasificados |
| Casper Ruud          | 6       | 1               |
| Andrey Rublev        | 8       | 2               |
| Diego Schwartzman    | 15      | 3               |
| Roberto Bautista     | 19      | 4               |
| Pablo Carreño        | 20      | 5               |
| Nikoloz Basilashvili | 26      | 6               |
| Holger Rune          | 29      | 7               |
| Sebastián Báez       | 35      | 8               |

- Ranking del 27 de junio de 2022.[2]

### Dobles masculino
| Tenista                           | Ranking | Preclasificado |
| Rohan Bopanna Matwé Middelkoop    | 47      | 1              |
| Simone Bolelli Fabio Fognini      | 57      | 2              |
| Andrey Golubev Máximo González    | 74      | 3              |
| Rafael Matos David Vega Hernández | 82      | 4              |

### Individuales femenino
| Tenista           | Ranking | Preclasificada |
| Qinwen Zheng      | 52      | 1              |
| Anna Schmiedlová  | 84      | 2              |
| Clara Burel       | 95      | 3              |
| Rebecca Peterson  | 96      | 4              |
| Panna Udvardy     | 100     | 5              |
| Lauren Davis      | 102     | 6              |
| Misaki Doi        | 108     | 7              |
| Kamilla Rakhimova | 109     | 8              |

- Ranking del 27 de junio de 2021.

### Dobles femenino
| Tenista                              | Ranking | Preclasificadas |
| Miyu Kato Aldila Sutjiadi            | 163     | 1               |
| Ingrid Neel Peangtarn Plipuech       | 214     | 2               |
| Panna Udvardy Renata Voráčová        | 224     | 3               |
| Anastasia Dețiuc Miriam Kolodziejová | 289     | 4               |

## Campeones

### Individual masculino
Francisco Cerúndolo venció a  Sebastián Báez por 7-6(7-4), 6-2

### Dobles masculino
Rafael Matos /  David Vega Hernández vencieron a  Simone Bolelli /  Fabio Fognini por 6-4, 3-6, [13-11]

### Individual femenino
Su-jeong Jang  venció a  Rebeka Masarova por 3-6, 6-3, 6-1

### Dobles femenino
Misaki Doi /  Rebecca Peterson vencieron a  Mihaela Buzărnescu /  Irina Khromacheva por w/o